# NGC 6329
NGC 6329 (другие обозначения — UGC 10771, MCG 7-35-51, ZWG 225.77, PGC 59894) — эллиптическая галактика (E) в созвездии Геркулес.
Этот объект входит в число перечисленных в оригинальной редакции «Нового общего каталога».